# Claude Richard (acteur)
Pour les articles homonymes, voir Claude Richard et Richard.
Claude Richard, né le 22 novembre 1918 à Saint-Baudel et mort le 20 juillet 1998 dans la même commune est un acteur français. Il a joué au théâtre, au cinéma et à la télévision.

## Filmographie
- 1961 : La Famille Fenouillard
- 1967 : série Le Tribunal de l'impossible - Épisode La Bête du Gévaudan d'Yves-André Hubert : Garret
- 1968 : Les Compagnons de Baal de Pierre Prévert : le gendarme Vitruve
- 1969 : En votre âme et conscience, épisode : L'Affaire Lacoste de  René Lucot
- 1973 : France société anonyme : un homme de main du français
- 1976 : Messieurs les jurés : L'Affaire Jasseron d'André Michel
- 1977 : Dossier danger immédiat (Épisode "La Victime choisie") de Claude Barma
- 1978 : Messieurs les Jurés : L'Affaire Montvillers de Jean-Marie Coldefy